# Sonate K. 247
La sonate K. 247 (F.195/L.256) en ut dièse mineur est une œuvre pour clavier du compositeur italien Domenico Scarlatti.

## Présentation
La sonate K. 247 en ut dièse mineur, notée Allegro, forme une paire avec la sonate précédente et ferme le volume V du manuscrit de Parme. Leur écriture est dense et complexe, avec des recherches de modulations et un climat similaire. La K. 247 présente aussi « un des cas les plus remarquables de quintes parallèles » à la main gauche (mesures 89 et suivantes). Pestelli, pour sa part, rapproche l'écriture des mesures 3 et 4 avec les sonates K. 69 et 147, (les voix extrêmes sont homorythmiques et la voix centrale en décalage).

## Manuscrits et éditions

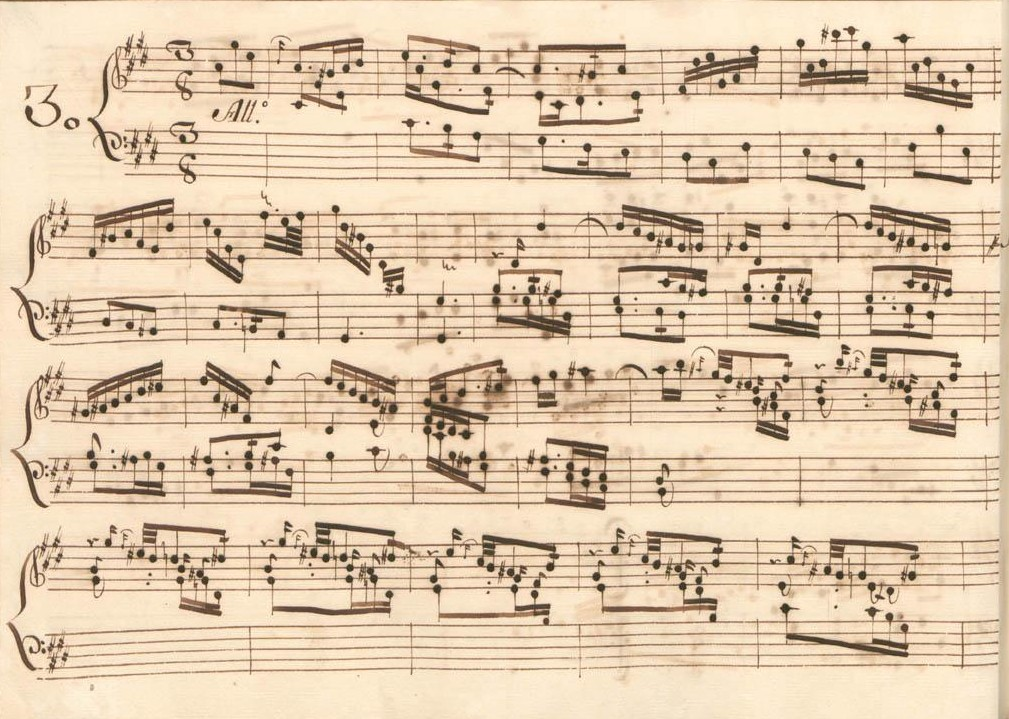
Début de la sonate, extraite du volume V du manuscrit de Parme.

Le manuscrit principal est le numéro 12 du volume IV (Ms. 9775) de Venise (1753), copié pour Maria Barbara ; les autres sont Parme V 30 (Ms. A. G. 31410) et Vienne G 38 (VII 28011 G) et Q 15119 (no 1).
La première édition de John Johnson, est parue en 1754 à Londres, en tant que no 5, avec cinq autres sonates (dans l'ordre de l'édition) :  K. 298, K. 120, 246, 113 et 299.

## Interprètes
La sonate K. 247 est parmi les œuvres les plus jouées. Elle est interprétée au piano, notamment par Kathleen Long (1950, Decca), Charles Rosen sur le Siena piano (1955, Counterpoint/Boston), Clara Haskil (1950, Westminster Records/DG), Christian Zacharias (1981, EMI), Anne Queffélec (1970, Erato), Fou Ts'ong (1984, Collins/Meridian), Emil Gilels (1984, BBC), Alexis Weissenberg (1985, DG), Heidi Kommerell (1985, Audite), Agnès Gillieron (Calliope), Mikhaïl Pletnev (1994, Virgin), Sergei Babayan (1995, Piano Classics), Murray Perahia (1996, Sony), Balázs Szokolay (1988, Naxos), Ievgueni Zarafiants (1999, Naxos, vol. 6), Prisca Benoit (Pavane), Racha Arodaky (2007, Zig-Zag Territoires), Carlo Grante (2009, Music & Arts, vol. 4), Daria van den Bercken (2017, Sony), Lucas Debargue (Sony).
Au clavecin on trouve Wanda Landowska (1934), puis Scott Ross (1985, Erato), Andreas Staier (1996, Teldec), Władysław Kłosiewicz (1997, CD Accord), Richard Lester (2002, Nimbus, vol. 2), Pieter-Jan Belder (Brilliant Classics, vol. 6), Carole Cerasi (2010, Metronome) et Pierre Hantaï (2015, Mirare, vol. 4).
Mie Miki la joue à l'accordéon (1997, Challenge Classics/Brilliant Classics).